# Aiptasia mutabilis
Aiptasia mutabilis is een zeeanemonensoort uit de familie Aiptasiidae.
Aiptasia mutabilis is voor het eerst wetenschappelijk beschreven door Gravenhorst in 1831.